# 666.667 Club
666.667 Club ist das fünfte Studioalbum der französischen Rockband Noir Désir. Das 1996 erschienene Album zeichnet sich dadurch aus, dass es ruhiger ist als sein Vorgänger, wobei der Schwerpunkt vor allem auf die Texte gelegt wurde. Dabei sind manche Stücke sehr intim, während andere vor allem politische und soziale Themen ansprechen. Das Album gilt als der größte Erfolg der Gruppe und wurde in Frankreich mit Doppelplatin ausgezeichnet.

## Titelliste
1. 666.667 Club (3:41)
2. Fin de siècle (5:34)
3. Un jour en France (3:13)
4. À ton étoile (4:27)
5. Ernestine (4:42)
6. Comme elle vient (2:25)
7. Prayer for a Wanker (3:09)
8. Les Persiennes (4:09)
9. L’Homme pressé (3:46)
10. Lazy (5:34)
11. À la longue (4:27)
12. Septembre, en attendant (3:01)
13. Song for JLP (Hidden Track) (2:21)

## Entstehung
Das Album wurde von Ted Niceley und Noir Désir produziert und von Andy Baker im August 1996 im Studio du Manoir im Département Landes aufgenommen. Während der Vorbereitungen für das Album verließ der Bassist Frédéric Vidalenc die Band, da er nicht mehr die genügende Motivation für weitere Tourneen hatte und sich ganz dem Segelsport widmen wollte. Kurz vor Beginn der Studioaufnahmen wurde er von Jean-Paul Roy ersetzt, der bis zu diesem Zeitpunkt der Tourneetechniker der Gruppe war. Trotzdem hat Frédéric Vidalenc den Bass für das von ihm komponierte Lied Settembre, en attandant eingespielt.
Der Titel des Albums leitet sich von einem Wettbewerb unter den Mitgliedern der Gruppe ab. Als sie mittels eines elektronischen Metronoms herausfinden wollten, wer von ihnen am schnellsten auf einer Klaviertastatur spielen kann, erreichten alle den Wert 666, woraus sich die Idee für den 666 Club ergab. Die 667 wurde hinzugefügt, damit das Album nicht direkt mit der Zahl des Tieres in Verbindung gebracht wird. Das Album ist merklich ruhiger als Tostaky, was vor allem bei den Liedern À ton étoile, Ernestine, Septembre, en attendant und À la longue deutlich wird. Serge Teyssot-Gay erklärte zu diesem Thema:
„On a joué tellement à fond au cours des dernières années qu'il faut maintenant inventer quelque chose d'autre […] Le recours systématique à la rage et au volume sonore ne mènerait à rien.“
„Wir haben unseren Stil in den letzten Jahren so ausgereizt, dass es nun an der Zeit ist, etwas neues zu erfinden […] Der Rückzug zu Wut und Lautstärke würde nirgendwohin führen.“
Des Weiteren musste sich Bertrand Cantat nach seiner Operation an den Stimmbändern auf tiefere Tonebenen beschränken. Lieder wie Fin de siècle, Un jour en France, Comme elle vient und L’Homme pressé sind trotzdem relativ hoch.
Das Album widmet sich, sehr viel deutlicher als seine Vorgänger, vielen politischen und sozialen Themen. Fin de siècle ist eine zynische Abrechnung mit dem zwanzigsten Jahrhundert, Un Jour en France bezieht sich auf den Aufstieg der rechten Politik in Frankreich, ein Thema, das schon auf dem vorhergehenden Album mit dem Lied Here it comes slowly aufgegriffen wurde. Les Persiennes beschäftigt sich mit nach mittelöstlicher Tradition verschleierten Frauen und sogar À ton étoile beinhaltet eine Anspielung auf die Subcomandante Marcos. L'homme pressé, karikiert den typischen Karrieristen, der alles dafür gibt, um an Geld und Macht zu kommen.
Das Ende des Liedes („love, love, love, dit-on en Amérique; lioubov en Russie soviétique; amour aux quatre coins de France“) ist der Refrain des Liedes Love, lioubov, amour des Kinderchors Les Poppys.
Der ungarische Violinist Félix Lajkó nahm an den Aufnahmen der Lieder Ernestine und Septembre, en attendant teil, während der Multiinstrumentalist Akosh Szelevényi, ebenfalls aus Ungarn, bei den Liedern Les Persiennes und 666.667 Club mitspielte. Der Hidden Track Song for JLP ist eine Hommage an Jeffrey Lee Pierce, den Sänger der Band The Gun Club, der 1996 gestorben ist.

## Chartplatzierungen und Auszeichnungen
| Frankreich | Belgien | Schweiz | Italien |
| ---------- | ------- | ------- | ------- |
| 1          | 9       | 12      | 6       |

| Land       | Verkaufte Platten | Auszeichnung   | Jahr |
| ---------- | ----------------- | -------------- | ---- |
| Frankreich | 600.000 +         | zweimal Platin | 1997 |
| Schweiz    | 25.000 +          | Gold           | 1997 |